# Химическая реакция
Хими́ческая реа́кция — превращение одного или нескольких исходных веществ (реагентов) в другие вещества (продукты), при котором ядра атомов не меняются, при этом происходит перераспределение электронов и ядер, и образуются новые химические вещества. В отличие от ядерных реакций, при химических реакциях не изменяется общее число ядер атомов и изотопный состав химических элементов.
Химические реакции происходят при смешении или физическом контакте реагентов самопроизвольно, при нагревании, участии катализаторов (катализ), действии света (фотохимические реакции), электрического тока (электродные процессы), ионизирующих излучений (радиационно-химические реакции), механического воздействия (механохимические реакции), в низкотемпературной плазме (плазмохимические реакции) и т. п. Взаимодействие молекул между собой происходит по цепному маршруту: ассоциация — электронная изомеризация — диссоциация, в котором активными частицами являются радикалы, ионы, координационно-ненасыщенные соединения. Скорость химической реакции определяется концентрацией активных частиц и разницей между энергиями связи разрываемой и образуемой.
Химические процессы, протекающие в веществе, отличаются и от физических процессов, и от ядерных превращений. В физических процессах каждое из участвующих веществ сохраняет неизменным свой состав (хотя вещества могут образовывать смеси), но могут изменять внешнюю форму или агрегатное состояние.
В химических процессах (химических реакциях) получаются новые вещества с отличными от реагентов свойствами, но никогда не образуются атомы новых элементов, так как ядра остаются прежними, а все изменения происходят в электронной оболочке. 
В ядерных реакциях происходят изменения в атомных ядрах всех участвующих элементов, что приводит к образованию атомов новых элементов.

## Классификация
Существует большое количество признаков, по которым можно классифицировать химические реакции.

### По наличию границы раздела фаз
а) между реагентами
Гомогенная химическая реакция — химическая реакция, протекающая в пределах одной фазы. (реагенты находятся в одной фазе)
Гетерогенная химическая реакция —  химическая реакция, протекающая на границе раздела фаз. (реагенты в разных фазах, например маслянистое вещество с водой; твёрдый реагент с жидким реагентом и т.д.)
В многостадийной химической реакции некоторые стадии могут быть гомогенными, а другие — гетерогенными. Такие реакции называются гомогенно-гетерогенными.
б) между реагентами и продуктами
В зависимости от числа фаз, которые образуют исходные вещества и продукты реакции, химические процессы могут быть гомофазными (исходные вещества и продукты находятся в пределах одной фазы) и гетерофазными (исходные вещества и продукты образуют несколько фаз). 
Гомо- и гетерофазность реакции не связана с тем, является ли реакция гомо- или гетерогенной. Поэтому можно выделить четыре типа процессов:
- Гомогенные гомофазные реакции. В реакциях такого типа реакционная смесь является гомогенной, а реагенты и продукты принадлежат одной и той же фазе. Примером таких реакций могут служить реакции ионного обмена, например, нейтрализация раствора кислоты раствором щёлочи:

{\displaystyle \mathrm {NaOH+HCl\rightarrow NaCl+H_{2}O} }
- Гетерогенные гомофазные реакции. Компоненты находятся в пределах одной фазы, однако реакция протекает на границе раздела фаз, например, на поверхности катализатора. Примером может быть гидрирование этилена на никелевом катализаторе:

{\displaystyle \mathrm {C_{2}H_{4}+H_{2}\ {\xrightarrow[{}]{Ni}}\ C_{2}H_{6}} }
- Гомогенные гетерофазные реакции. Реагенты и продукты в такой реакции существуют в пределах нескольких фаз, однако реакция протекает в одной фазе. Так может проходить окисление углеводородов в жидкой фазе газообразным кислородом.
- Гетерогенные гетерофазные реакции. В этом случае реагенты находятся в разном фазовом состоянии, продукты реакции также могут находиться в любом фазовом состоянии. Реакционный процесс протекает на границе раздела фаз. Примером может служить реакция солей угольной кислоты (карбонатов) с кислотами Бренстеда:

{\displaystyle \mathrm {MgCO_{3}+2HCl\rightarrow MgCl_{2}+CO_{2}\uparrow +H_{2}O} }

### По изменению степеней окисления реагентов
- Если в процессе реакции происходит изменение степеней окисления реагентов, то такие реакции называются окислительно-восстановительными реакциями: атомы одного элемента (окислителя) восстанавливаются, то есть присоединяют электроны и понижают свою степень окисления, а атомы другого элемента (восстановителя) окисляются, то есть отдают электроны и повышают свою степень окисления. Частным случаем окислительно-восстановительных реакций являются реакции конпропорционирования, в которых окислителем и восстановителем являются атомы одного и того же элемента, находящиеся в разных степенях окисления.

Пример окислительно-восстановительной реакции — горение водорода (восстановитель) в кислороде (окислитель) с образованием воды:
{\displaystyle \mathrm {2H_{2}+O_{2}\rightarrow 2H_{2}O} }
Пример реакции конпропорционирования — реакция разложения нитрата аммония при нагревании. Окислителем в данном случае выступает азот (+5) нитрогруппы, а восстановителем — азот (-3) катиона аммония:
{\displaystyle \mathrm {NH_{4}NO_{3}\rightarrow N_{2}O\uparrow +2H_{2}O\qquad (<250{}^{\circ }C)} }
- Не относятся к окислительно-восстановительным реакции, в которых не происходит изменения степеней окисления атомов, например:

{\displaystyle \mathrm {BaCl_{2}+Na_{2}SO_{4}\rightarrow BaSO_{4}\downarrow +2NaCl} }

### По тепловому эффекту реакции
Все химические реакции сопровождаются выделением или поглощением энергии. При разрыве химических связей в реагентах выделяется энергия, которая в основном идёт на образование новых химических связей. В некоторых реакциях энергии этих процессов близки, и в таком случае общий тепловой эффект реакции приближается к нулю.
В остальных случаях можно выделить:
- экзотермические реакции, которые идут с выделением тепла, (положительный тепловой эффект) например, указанное выше горение водорода
- эндотермические реакции в ходе которых тепло поглощается (отрицательный тепловой эффект) из окружающей среды.

Тепловой эффект реакции (энтальпию реакции, ΔrH), часто имеющий очень важное значение, можно вычислить по закону Гесса, если известны энтальпии образования реагентов и продуктов. Когда сумма энтальпий продуктов меньше суммы энтальпий реагентов (ΔrH < 0) наблюдается выделение тепла, в противном случае (ΔrH > 0) — поглощение.

### По типу превращений реагирующих частиц
Химические реакции всегда сопровождаются физическими эффектами: поглощением или выделением энергии, изменением окраски реакционной смеси и др. Именно по этим физическим эффектам часто судят о протекании химических реакций.
- Реакция соединения — химическая реакция, в результате которой из двух или большего числа исходных веществ образуется только одно новое. В такие реакции могут вступать как простые, так и сложные вещества.

Пример: {\displaystyle {\mathsf {2Cu+O_{2}\longrightarrow 2CuO}}}
- Реакция разложения — химическая реакция, в результате которой из одного вещества образуется несколько новых веществ. В реакции данного типа вступают только сложные соединения, а их продуктами могут быть как сложные, так и простые вещества.

Пример: {\displaystyle {\mathsf {2HgO\longrightarrow 2Hg+O_{2}\uparrow }}}
- Реакция замещения — химическая реакция, в результате которой атомы одного элемента, входящие в состав простого вещества, замещают атомы другого элемента в его сложном соединении. Как следует из определения, в таких реакциях одно из исходных веществ должно быть простым, а другое сложным.

Пример: {\displaystyle {\mathsf {Fe+CuSO_{4}\longrightarrow FeSO_{4}+Cu}}}
- Реакции обмена — реакция, в результате которой два сложных вещества обмениваются своими составными частями. К таким реакциям относится в том числе реакция нейтрализации.

Пример: {\displaystyle {\mathsf {NaOH+HCl\longrightarrow NaCl+H_{2}O}}}

### По направлению протекания
- Необратимыми называют химические реакции, протекающие лишь в одном направлении («слева направо {\displaystyle {\mathsf {\longrightarrow }}}»), в результате чего исходные вещества превращаются в продукты реакции. О таких химических процессах говорят, что они протекают «до конца». К ним относят реакции горения, а также реакции, сопровождающиеся образованием малорастворимых или газообразных веществ.

- Обратимыми называются химические реакции, протекающие одновременно в двух противоположных направлениях («слева направо» и «справа налево» {\displaystyle {\mathsf {\rightleftarrows }}}). В уравнениях таких реакций знак равенства заменяется двумя противоположно направленными стрелками. Среди двух одновременно протекающих реакций различают прямую (протекает «слева направо») и обратную (протекает «справа налево»). Поскольку в ходе обратимой реакции исходные вещества одновременно и расходуются, и образуются, они не полностью превращаются в продукты реакции. Поэтому об обратимых реакциях говорят, что они протекают «не до конца». В результате всегда образуется смесь исходных веществ и продуктов взаимодействия.

### По признаку участия катализаторов
- Каталитическими называют реакции, протекающие в присутствии катализаторов. В уравнениях таких реакций химическую формулу катализатора указывают над знаком равенства или обратимости, иногда вместе с обозначением условий протекания (температура t, давление p). К реакциям данного типа относятся многие реакции разложения и соединения.

- Некаталитическими называются многие реакции, протекающие в отсутствие катализаторов. Это, например, реакции обмена и замещения.

### По критерию самопроизвольности
Самопроизвольность показывает на способность протекания химических реакций как при нормальных условиях (T = 298 K, P = 101325 Па или 1 атм), так и при различных значениях температуры и давления. Критерием самопроизвольности протекания химических реакций служит свободная энергия Гиббса ΔG. Энергия Гиббса представляет собой разность двух разнонаправленных термодинамических критериев — энтальпийного ΔH (который стремится к уменьшению энтальпии) и энтропийного — TΔS (который стремится к увеличению энтропии):
{\displaystyle \Delta G=\Delta H-T\cdot \Delta S}
Исходя из данного критерия, химические реакции делятся на:
- Самопроизвольные или экзергонические, когда величина энергии Гиббса отрицательна, то есть ΔG < 0
- Несамопроизвольные или эндергонические, когда величина энергии Гиббса положительна, то есть ΔG > 0
- Равновесные, когда величина энергии Гиббса равна нулю, то есть ΔG = 0

## Применение
С помощью химических реакций можно получать практически любые вещества, которые в природе находятся в ограниченных количествах, например, азотные удобрения, либо вообще не встречаются по каким-либо причинам, например сульфаниламиды и другие синтетические лекарственные препараты, полиэтилен и другие пластмассы. Химия позволяет синтезировать новые, неизвестные природе вещества, необходимые для жизнедеятельности человека.